# 박재철 (컬링인)
박재철(1975년 10월 24일~)은 대한민국의 컬링 선수 출신 컬링 지도자이다.